# Бединє
Беди́нє (мак. Бедиње) — село у Північній Македонії, входить до складу общини Куманово Північно-Східного регіону.
Населення — 2327 осіб (перепис 2002) в 550 господарствах.